# Alfange (arma)

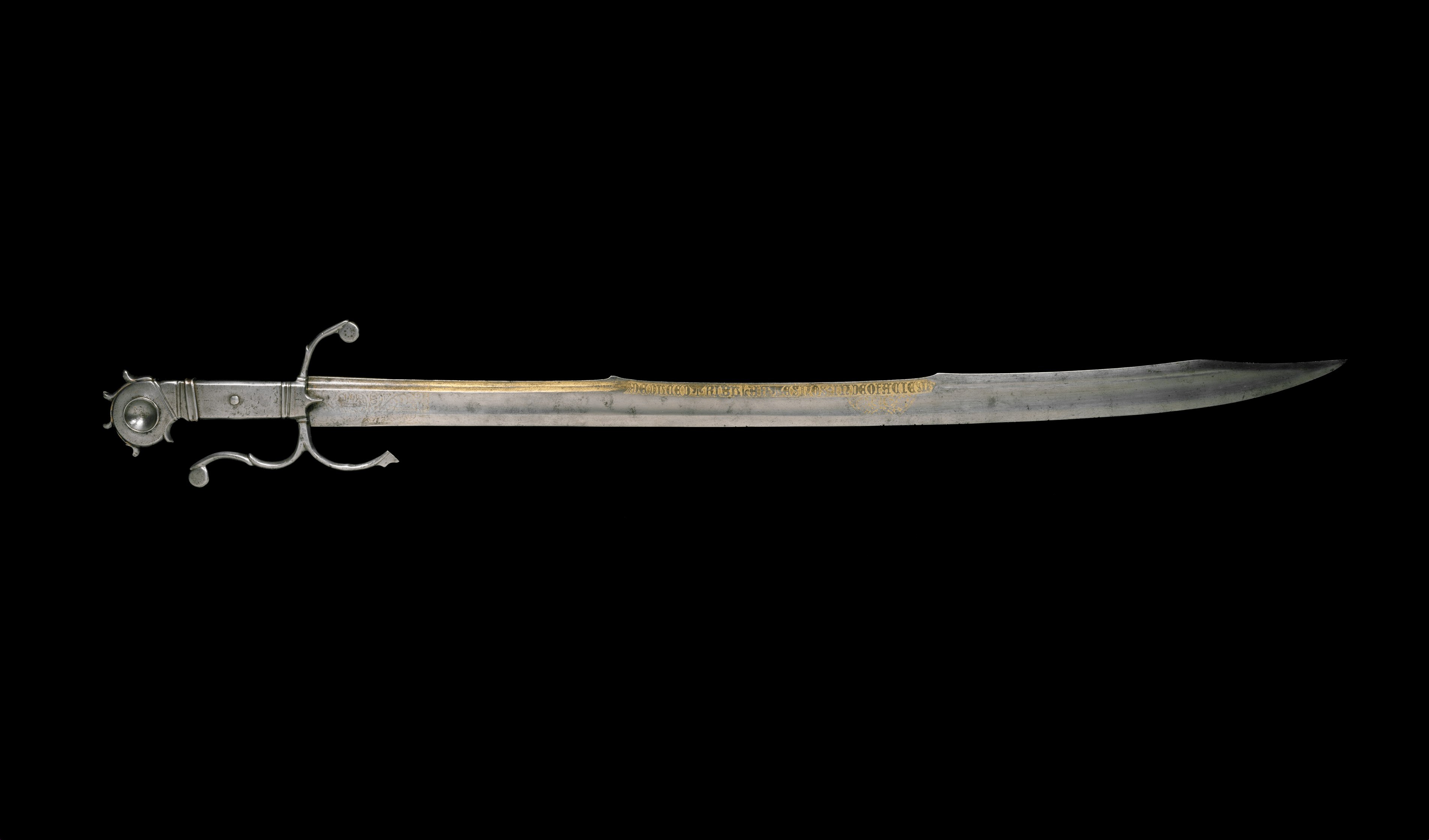
Alfange veneziano, de influência árabe, c. 1490

O alfange ou alfanje ( do árabe hispânico al-khanjar ou al-khanjal, que significa «o punhal») trata-se dum tipo de arma branca corto-perfurante de folha larga e curva, com gume só de um lado (o contragume, se o houver, poderá estar no último terço da lâmina), que se encontra a meio termo entre a espada de bordo europeia e o sabres asiáticos do próximo oriente, como os kilij turcos, e que, durante a Idade Média e até ao Renascimento, foi usada na Península Ibérica, boa parte do Mediterrâneo e primacialmente em Itália.
Apesar do nome de origem árabe trata-se de uma arma de origem europeia, usada já desde o século XI.

## Disquisição: sabre ou espada
O busílis por de trás da palavra "alfange" está em definir concretamente a que tipo de arma corto-perfurante se referiria realmente, à época. Para começar, a definição mais antiga reporta-se a um tipo de sabre curto de origem muçulmano-oriental, que foi adoptado e modificado, tanto na Península Ibérica, como noutras partes da orla cristã do Mediterrâneo, onde foi introduzida. Esta palavra também tende a ser usada para abarcar todas as armas de folha curva e gume único, desde o bracamarte, à messer alemã, ao fauchar francês, à storta italiana, aos kilij turcos. No português antigo também se terá usado para referir a chanfalhos e outros tipos de espadas curvas de folha larga.
Na sua acepção principal, consiste numa evolução dos sabres asiáticos, presentes nos mais díspares territórios da China e Mongólia à Turquia, à qual se acrescentou a folha de lâmina larga de estilo medieval europeu.

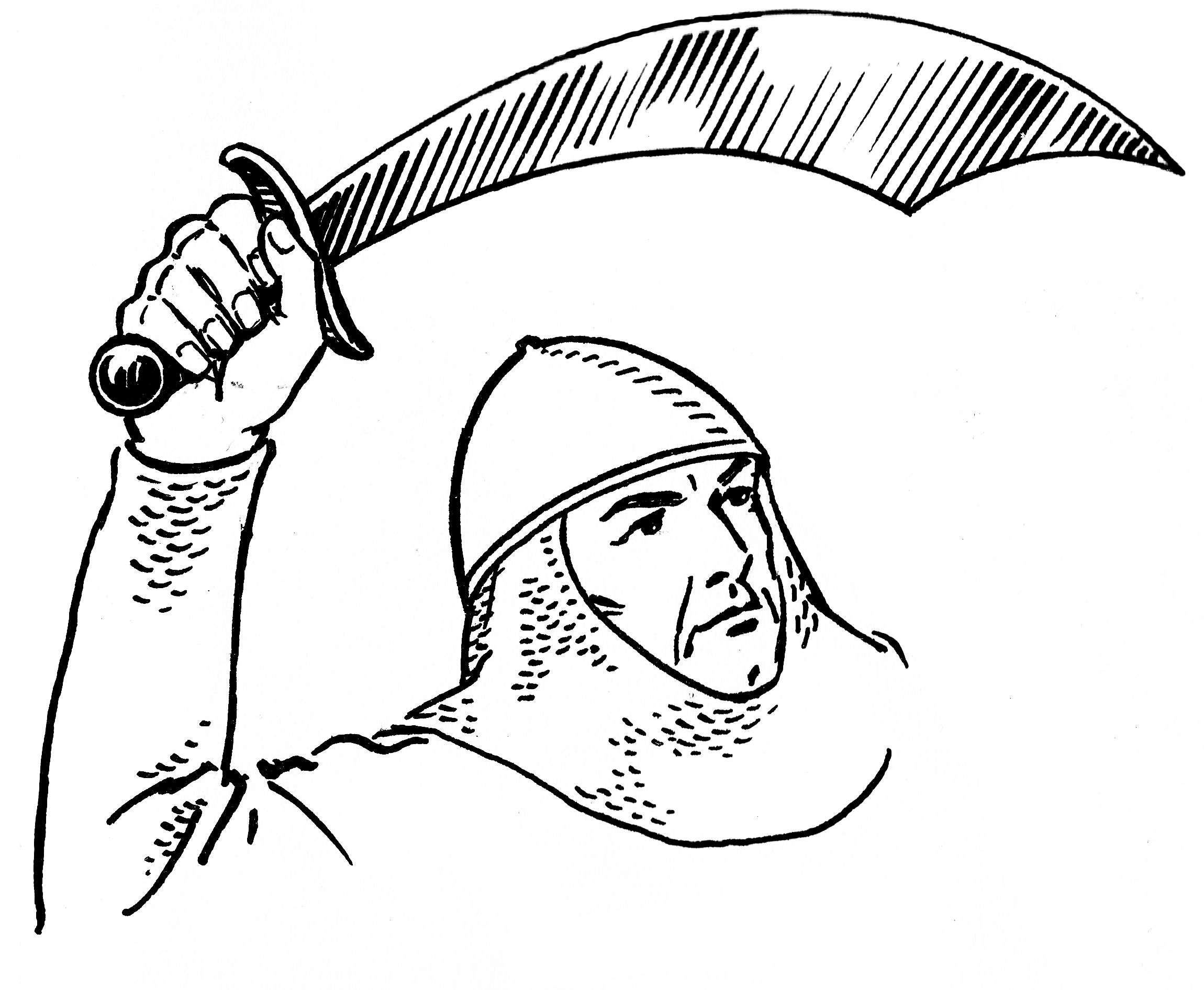
Soldado de alfange em punho

Por conseguinte o alfange não é exactamente como uma espada centro-europeia, nem muito menos tal qual um sabre moiro típico do Próximo Oriente, mas conjuga características dos dois. É mais curto e mais pesado do que os sabres orientais, com um contragume típico que parece herdado da espada e com um guarda-mão em S, que também faz lembrar os chanfalhos tardios e os bracamartes. Este tipo de alfange tornou-se moda nas grandes cidades-estado italianas, como Veneza, e daí exportaram-se por todo o Mediterrâneo.
Na obra de Juan Montalvo «Os capítulos de que se Esqueceu Cervantes» há uma passagem que menciona o alfange. Quando os vários cavaleiros europeus defrontam D. Quixote, cada qual porfiando pelo direito de chamar à sua dama a mais bela de todas, Late Ximénes do Porto, o cavaleiro andante lusitano, depois de dizer que iria trazer à luz da verdade o reconhecimento de que a sua dama, Rosinha, era a mais bela, é retrucado com o seguinte trecho:
" - «Vós é que precisais dessa luz»- respondeu o manchego e encertou a batalha com uma talhada tão desmedida que, se a arma fosse um alfange, ali teria ficado o português para fazer ossadas."

## História
A percursora dos alfanges, pelo menos no Ocidente, será a sax ou seax, um facão de um só gume, feito de aço fajuto e de empunhadura simples, utilizada pelos povos germânicos e escandinavos, por torno do de 450 d.C a 800 d.C.
O alfange propriamente dito, surge na Idade Média, por volta do século XI, resultado de influências trazidas pelos sabres do próximo Oriente,  tendo sofrido inúmeras permutações ao longo dos tempos  e desdobrando-se numa infinidade de subtipos de armas.

### Alfange-cutelo

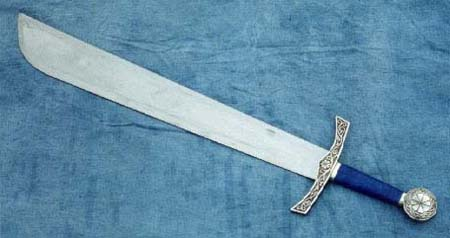
Alfange-cutelo

Até ao século XIV, um dos tipos mais populares de alfange usados foi o chamado alfange-cutelo (cleaver falchion em inglês), caracterizado por uma lâmina pesada, amiúde de um só gume, mais larga na ponta do que na empunhadura. O grande mérito da configuração deste alfange é que permitia uma concentração maior do peso no gume da ponta da lâmina, conferindo-lhe assim uma força perfurativa concentrada na ponta da lâmina equiparável à de uma machada, quando aplicada a armaduras de cota de malha.
No entanto, o grande defeito deste alfange prendia-se exactamente nesta distribuição peculiar do peso da lâmina na ponta, que tornava o manejo muitas vezes maljeitoso e lento, quando comparado a armas  mais leves e lestas, como machetes e adagas.
O alfange-cutelo tradicional teria cerca de 75 a 85 centímetros, in totum, pesando entre um quilo e meio a um quilo e oitocentos gramas, grosso modo.
De perfil, a lâmina seria bastante fina com cerca de 1,2 milímetros de dorso.

### Alfange de ponta
Do século XIII ao século XVI também esteve bastante em voga o  alfange de ponta (cusped falchion em inglês), por sinal mais ligeiro e afilado, de gume pouco curvo e ponta afiada, estava vocacionado para a estocada, embora também pudesse servir para corte. Teria pouco mais de 90 centímetros, dos quais os derradeiros 80 centímetros seriam a lâmina, geralmente recta, que remataria numa curva acentuada. Pesaria à volta de um quilo.
Aparenta-se à kilij turca, sendo objecto de discussão se não terá surgido por influência dos sabres turco-mongóis surgidos na Europa por volta do século XIII, se bem que nessa altura esses sabres ainda não possuíam um remate da lâmina com uma curva tão acentuada.

Neste alfange, o ponto de contacto situa-se ao meio da lâmina e o centro de gravidade fica a um terço do comprimento da arma a contar do punho.

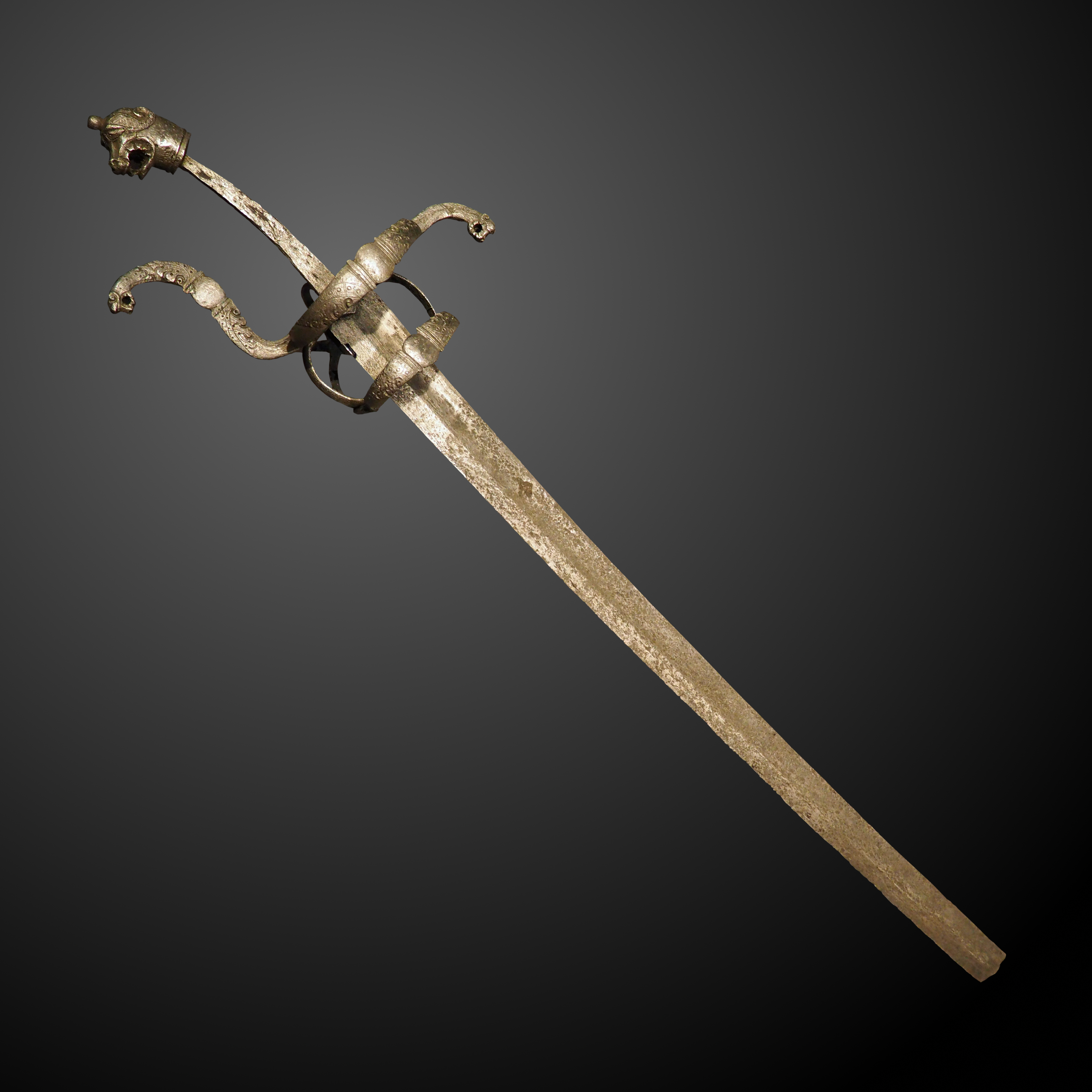
Narceja de 1550, com guarda-mão em S e com punho de cabeça de leão

### Narceja
Também chamado o sabre suíço (Schweizersäbel em alemão), surge no século XVI, era uma espada curva com guarda-mão em S, teria cerca de 115 centímetros de comprimento total, dos quais, dos quais 95 centímetros comporiam a lâmina. A lâmina, além de curva e fina, pauta-se por ser bigume no último terço da lâmina. Pesaria cerca de quilo e meio. Recebeu a alcunha de "narceja", em alemão Schnepf ou Schnäpf, por virtude da semelhança do feitio da lâmina com  o bico da ave com esse nome.

### Terçado

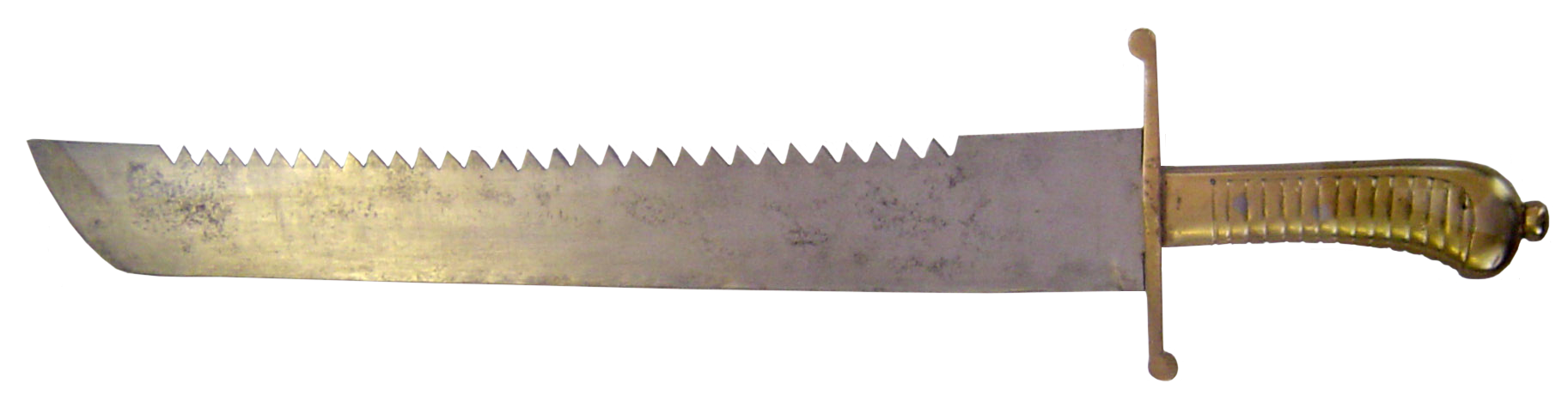
Terçado alemão

Embora já existisse desde o século XVI, tornou-se especialmente popular nos séculos XVII a XIX, às mãos da infantaria ligeira e artilharia. Este alfange, também alcunhado de chifarote (fascine knife em inglês, braquemard em francês, storta em italiano e Malchus em alemão), estava dotado de uma lâmina larga e curta e de ponta afiada, tanto podia ser recta como curva, com um gume ou dois, podendo inclusive ter o contragume serrilhado. Não tinha copos no guarda-mão, teriam 75 centímetros de comprimento, dos quais a lâmina teria cerca de 50,  pesando por volta de 1,35 a 2,25 quilos.
É possível que tenha sido inspirada na espada baselarda, uma espada curta usada pelos mercenários suíços, nos finais da Idade Média. Tanto podia ser usada como arma pessoal ou como instrumento utilitário, para cortar feixes, bardas e almiaras no campo de batalha, por esse motivo lhe chamaram fascine knife em inglês, fascine são bardas ou feixes de ramos, dispostos de feição a formar vedações ou barreiras, a atulhar valas e fossos, ou simplesmente para auxiliar no fabrico de construções temporárias de apoio militar .
O nome “chifarote”,  diminutivo jocoso de “chifra” ou “chanfra” (implemento de ferro, semelhante a faca, usado por encadernadores e outros artífices, para  adelgaçar o coiro, ao raspá-lo, a isso se chama fazer o chanfro, a palavra por seu turno tem origens árabes, do árabe-hispânico xifrâ, que significa cutelo).
Quanto ao nome  “terçado”, cunhou-se por ser um alfange com um terço do tamanho de uma espada comum.

O nome alemão adveio do nome do sacerdote hebraico de Caifás a quem, de acordo com o Evangelho segundo João, o apóstolo Pedro cortou uma orelha ao tentar defender Jesus (Malco).